# Metal Arms: Glitch in the System
Metal Arms: Glitch in the System è un videogioco di genere avventura dinamica e sparatutto in terza persona sviluppato dal team statunitense Swingin' Ape Studios, pubblicato da Vivendi Universal Games e la loro sussidiaria Sierra Entertainment e distribuito nel 2003. Il gioco segue un robot di nome Glitch mentre si unisce alle forze dei Droidi nella loro lotta contro il Generale Corrosive e i suoi Milbot.

## Trama
Metal Arms è ambientato sul pianeta Iron Star, costruito da un'antica razza di Morbots utilizzando metallo di scarto e rifiuti spaziali. Si dice che i Morbots ancora abitino il nucleo di Iron Star, dove nessuno dei residenti superficiali si avventura per paura di disattivazione e distruzione. Con l'evolversi della vita dei nativi Droid, uno scienziato di nome Dr. Exavolt sperimentò con la tecnologia dei Droid, cercando di farla evolvere oltre i suoi limiti attuali. Gli esperimenti di Exavolt ebbero successo, tuttavia non riuscì a far avanzare gli scienziati Droid. Uno dei suoi esperimenti portò involontariamente alla creazione del tirannico genio militare conosciuto come Generale Corrosive. Corrosive iniziò a fabbricare una razza di soldati noti come Milbots, o Mils, e schiavizzò la razza Droid di Iron Star. I Droid che si ribellarono contro Corrosive vennero disattivati e riciclati. Il colonnello Alloy, un ex architetto, fondò un insediamento Droid nascosto noto come Droid Town, dove lui e la Ribellione Droid fanno la loro ultima resistenza contro i Mils.
Glitch viene trovato in uno stato di inattività tra le rovine di una città dai ribelli Droid. Viene riattivato nella città dei Droid, l'ultimo baluardo della ribellione, dove si scopre che la sua memoria è stata cancellata. Quando viene messo al corrente della ribellione, la città dei Droid viene attaccata dai Milbot. Glitch aiuta nella difesa della città e insegue un Milbot fuggito, Vlax, per impedirgli di riferire la posizione della città dei Droid al Generale Corrosive. Mentre la maggior parte delle persone si nasconde al sicuro, uno degli amici di Glitch, Zobby, viene catturato da Exavolt.
Glitch trova Exavolt su una navicella spaziale pronta a decollare. Glitch si attacca all'esterno della navicella mentre decolla. La navicella si aggancia a una stazione spaziale nascosta dietro una falsa luna in orbita su Iron Star.
Mentre Glitch cerca Zobby, prende il controllo del Generale Corrosive e avvia lo spegnimento permanente dei Milbot. Vedendo che la stazione è persa, Exavolt avvia un conto alla rovescia per l'autodistruzione. Glitch e Zobby scappano in un pod di salvataggio e atterrano di nuovo su Iron Star. Una volta tornato sulla superficie, Glitch è sfidato dal Generale Corrosive e lo sconfigge. Glitch viene accolto come un eroe per aver distrutto i Milbot, mentre Exavolt, osservando dalla sua navetta in orbita, giura vendetta.

## Modalità di gioco
Il giocatore interpreta un robot di nome Glitch su un pianeta chiamato "Iron Star". Un gruppo di robot malvagi creati sta cercando di conquistare il pianeta.
In totale, ci sono quarantadue livelli nella campagna della storia. Gli ambienti principali includono sistemi di grotte e città. È anche presente una modalità multiplayer, in cui il gioco diventa un gioco sparatutto in terza persona.

## Accoglienza
Il gioco ha ricevuto recensioni "generalmente favorevoli", secondo l'aggregatore di recensioni di videogiochi Metacritic. IGN ha dichiarato che "Il gioco fonde con successo una trama leggera con combattimenti intensi, una buona dose di strategia e una modalità multiplayer divertente".